# Nenad Veselji
Nenad Veselji (Serbia, 3 febbraio 1971) è un ex calciatore serbo naturalizzato maltese, di ruolo attaccante.

## Carriera

### Club
Ha giocato nella massima serie del campionato serbo e maltese.

### Nazionale
Ha collezionato 8 presenze con la propria Nazionale, giocandoci dal 1999 al 2000.